# Chiletricha freemani
Chiletricha freemani är en tvåvingeart som beskrevs av Chandler 2002. Chiletricha freemani ingår i släktet Chiletricha och familjen Rangomaramidae. Inga underarter finns listade i Catalogue of Life.